# 경주여자고등학교
경주여자고등학교(慶州女子高等學校)은 대한민국 경상북도 경주시 성건동에 위치한 공립 고등학교이다.

## 학교 연혁
- 1945년 2월 23일 : 경주공립실과 여학교 설립 인가
- 1951년 9월 20일 : 경주여자고등학교로 교명 변경, 초대 김억봉 교장 취임
- 1974년 11월 22일 : 현 신축교사로 이전
- 2009년 12월 17일 : 기숙형 고등학교 지정(2012.3.1~2015.2.28)
- 2013년 3월 1일 : 국토해양부요청 경상북도교육청지정 연구학교(국토교육)
- 2014년 8월 20일 : 기숙형고 자율학교지정 운영(2015.03.01-2018.02.28)
- 2016년 3월 1일 : 교육부요청 경상북도교육청지정 수학교육 연구학교(2015.03.01-2018.02.28)
- 2021년 3월 2일 : 교육부지정 고교학점제 연구학교(2021.03.01.~2024.02.28.)
- 2021년 9월 1일 : 제28대 교장 송재봉 선생 취임
- 2023년 2월 10일 : 제72회 졸업식(졸업생 185명, 누계 22,098명)
- 2023년 3월 2일 : 2023학년도 입학식(200명)

## 참고 자료
- 경주여자고등학교 - 한국교육학술정보원 학교알리미